# Coleophora inusitatella
Coleophora inusitatella é uma espécie de mariposa do gênero Coleophora pertencente à família Coleophoridae.